# Marais de Villechétif
Marais de Villechétif este o arie protejată (sit de importanță comunitară — SCI) din Franța întinsă pe o suprafață de 131 ha, integral pe uscat.

## Localizare
Centrul sitului Marais de Villechétif este situat la coordonatele 48°18′41″N 4°07′33″E / 48.31139°N 4.12583°E.

## Înființare
Situl Marais de Villechétif a fost declarat arie specială de conservare în baza directivei 92/43 din 1992 referitoare la conservarea habitatelor naturale și a faunei și florei sălbatice pentru a proteja 3 specii de animale.

## Biodiversitate
Situată în ecoregiunea continentală, aria protejată conține 7 habitate naturale: Lacuri eutrofice naturale cu vegetație de tip Magnopotamion sau Hydrocharition, Ape puternic oligomezotrofe cu vegetație bentonică cu Chara spp., Mlaștini alcaline, Păduri de stejar sau de stejar și carpen sub-atlantice și medio-europene de Carpinion betuli, Liziere de ierburi înalte hidrofile de câmpie și de nivel montan până la alpin, Mlaștini calcaroase cu Cladium mariscus și specii de Caricion davallianae, Păduri aluvionare cu Alnus glutinosa și Fraxinus excelsior (Alno-Padion, Alnion incanae, Salicion albae).
La baza desemnării sitului se află mai multe specii protejate de  nevertebrate (3): Coenagrion mercuriale, Vertigo angustior, Vertigo moulinsiana.
Pe lângă speciile protejate, pe teritoriul sitului au mai fost identificate 3 specii de plante, 3 specii de păsări, 4 specii de amfibieni, 1 specie de mamifere, 1 specie de nevertebrate, 1 specie de reptile.